# Oinochoe

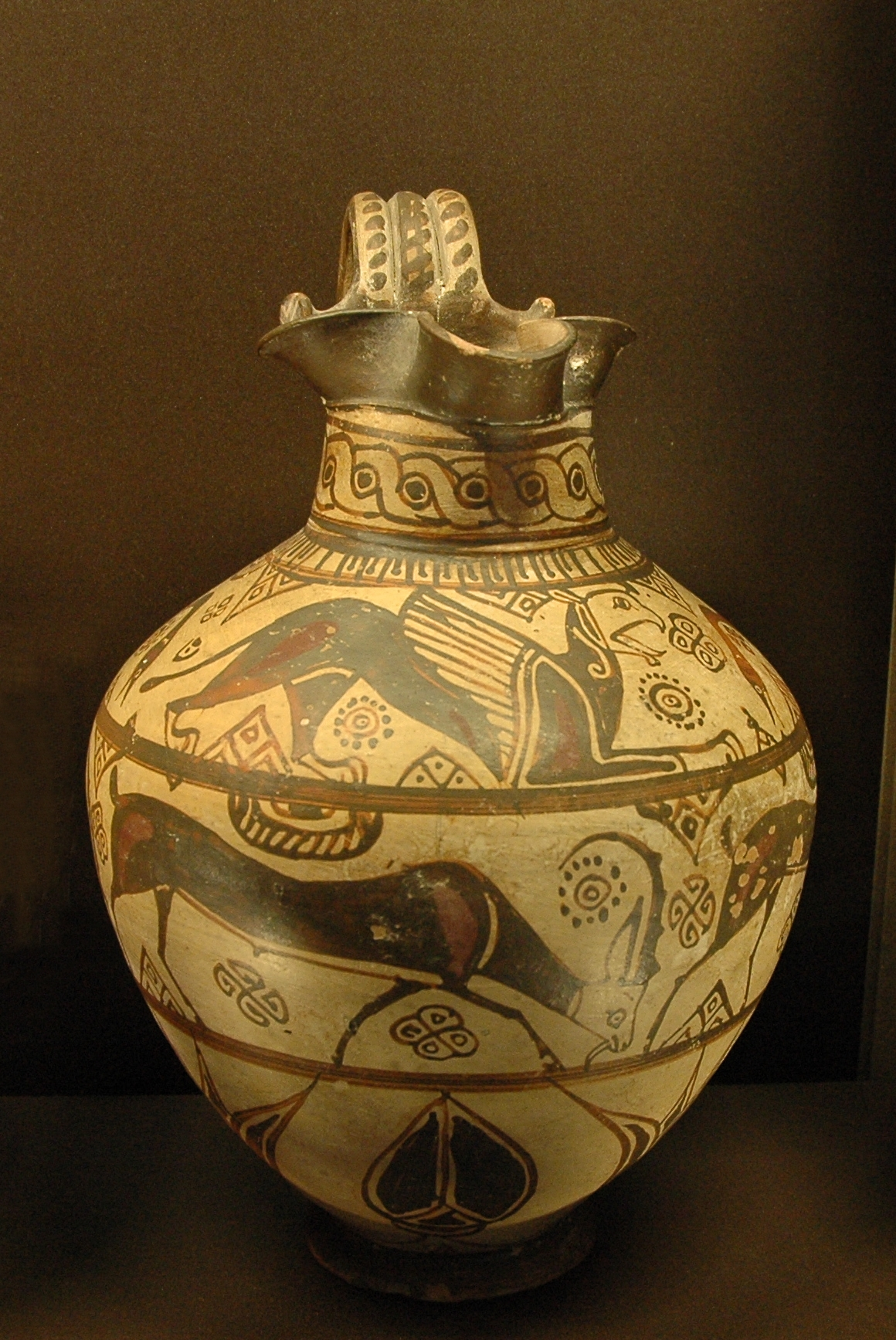
Oinochoe, Louvre

Als Oinochoe (altgriechisch ἡ οἰνοχόη hē oinochóē, deutsch ‚die Weinkanne‘) bezeichnet man einen antiken griechischen Keramiktyp. Es handelt sich um eine kleine Kanne mit einem Henkel und kleeblattförmiger („Kleeblattkanne“) oder runder Öffnung.
Oinochoen dienten seit der kretominoischen Kultur im antiken Griechenland dem Ausschenken von Wein aus dem Krater. Dies spiegelt sich in den zahlreichen Abbildungen von Dionysos sowie Satyren und Mänaden wider, die sich auf den erhaltenen Exemplaren finden.
Sie wurden in sehr unterschiedlichen Varianten gefertigt, dennoch lassen sich zwei Haupttypen unterscheiden: Bei einer Variante ist der Hals deutlich vom Bauch abgesetzt (dazu sind auch die Olpe und der Chous als Sonderformen zu zählen), während die andere eine durchgehende Kurve als sehr fließende Kontur aufweist. Letzterer Typ wurde (sieht man vom Griff ab) in einem Stück getöpfert, bei ersterem wurden Griff, Körper und Hals jeweils getrennt hergestellt.